# Châteaudouble (Drôme)
Châteaudouble ist eine französische Gemeinde mit 613 Einwohnern (Stand: 1. Januar 2022) im Département Drôme in der Region Auvergne-Rhône-Alpes (vor 2016 Rhône-Alpes). Sie gehört zum Arrondissement Valence und zum Kanton Crest. Die Einwohner werden Bicastelois genannt.

## Geographie
Châteaudouble befindet sich etwa 16 Kilometer ostsüdöstlich von Valence an der Véore. Umgeben wird Châteaudouble von den Nachbargemeinden Charpey im Norden, Peyrus im Nordosten, Léoncel im Osten, Le Chaffal im Südosten, Combovin im Süden, Chabeuil im Westen sowie Montélier im Nordwesten.

## Bevölkerungsentwicklung
| Jahr                       | 1962 | 1968 | 1975 | 1982 | 1990 | 1999 | 2012 | 2019 |
| Einwohner                  | 323  | 281  | 304  | 323  | 414  | 476  | 584  | 576  |
| Quellen: Cassini und INSEE |      |      |      |      |      |      |      |      |

## Sehenswürdigkeiten
- Kirche Saint-Michel
- Protestantische Kirche
- Burgruine, im 16. Jahrhundert zerstört
- Schloss Châteaudouble aus dem 17. Jahrhundert, Monument historique

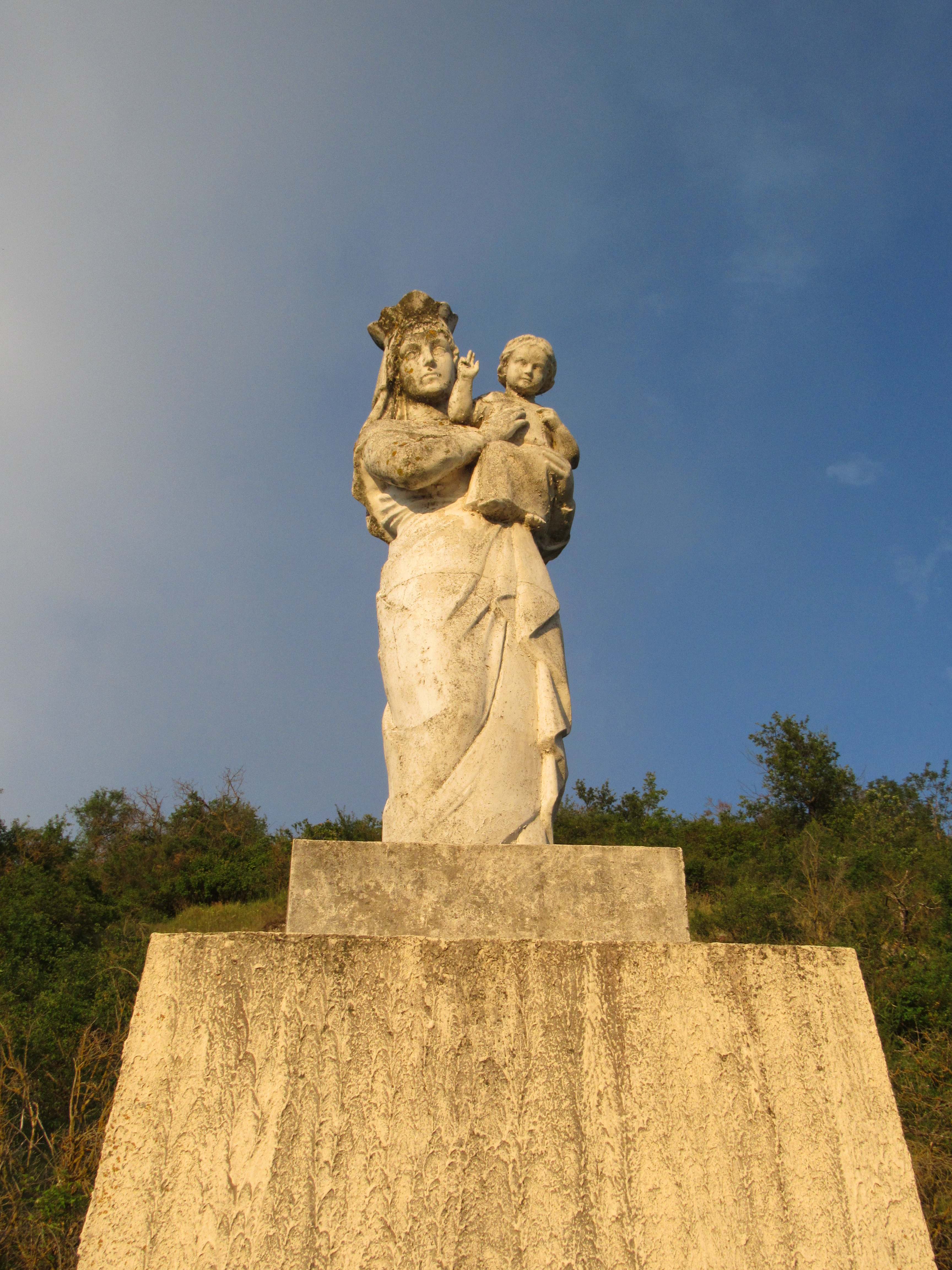
Marienstatue

- Marienstatue